# Euphrosine myrtosa
Euphrosine myrtosa är en ringmaskart som beskrevs av Savigny in Lamarck 1818. Euphrosine myrtosa ingår i släktet Euphrosine och familjen Euphrosinidae. Inga underarter finns listade i Catalogue of Life.